# Aleurotulus pteridophytae
Aleurotulus pteridophytae is een halfvleugelig insect uit de familie witte vliegen (Aleyrodidae), onderfamilie Aleyrodinae.
De wetenschappelijke naam van deze soort is voor het eerst geldig gepubliceerd door Martin in Mound, Martin & Polaszek in 1994.